# هوتشو أوتسوكا
هوتشو أوتسوكا (大塚芳忠 أوتسوكا هوتشو) (اسمه الحقيقي يوشيتادا أوتسوكا (大塚芳忠 أوتسوكا يوشيتادا)) هو مؤدي أصوات ياباني ولد في 19 مايو 1954 في محافظة أوكاياما.

## أدواره في الأنمي

### مسلسلات أنمي تلفزيونية
- طاغية الحب - ملك السماء
- البدلة المتنقلة زيتا جاندام - يازان غيبل
- البدلة المتنقلة جاندام دبل زيتا - يازان غيبل
- المقاتل المتنقل جي جاندام - تشيبودي كروكيت
- سلام دانك - سامي
- ناروتو - جيرايا
- ناروتو شيبودن - جيرايا
- روك لي وأصدقائه النينجا - جيرايا
- بلود+ - جورج مياغوسوكو
- إيرغو بروكسي - بروكسي ون
- كازي نو يوجيمبو - ساميكيتشي شيروغاني
- ذا بيغ أو - بيك
- سول إيتر - العفريت القزم
- ون بيس - مونت بلانك نولاند
- سولتي راي - هو تشو
- ساموراي تشامبلو - جوجي
- فل ميتال بانيك! The Second Raid - غيتس
- كليمور - أورساي
- أراكاوا أندر ذا بريدج - شيرو
- أراكاوا أندر ذا بريدج x بريدج - شيرو
- دورارارا!! - شيكي
- دورارارا!! ×2 المقدمة - هارويا شيكي
- دورارارا!! ×2 المنتصف - هارويا شيكي
- تابل وذئب - مارلهايت
- المحقق كونان - الخاطف (المتحري الشهير الذي تقلص)
- بوكيمون - كوغا
- إندكس معينة خاصة بالسحر II - تيرا
- إندكس معينة خاصة بالسحر III - تيرا
- آيدولماستر - جونجيرو تاكاغي
- يوغي GX - هوارد إكس ميلر
- معرض الفن المزيف - روجر وارنر
- ووركينغ!! - والد ماهيرو إينامي
- ووركينغ!!! - والد ماهيرو إينامي
- لعبة الجوكر - هوارد ماركس
- ملحمة تانيا الآثمة - هانس فون زيتور
- بيرسيرك (2016) - لابان
- ناينتي ون دايز - غالاسيا
- دي جرايمان HALLOW - بوكمان
- بوبتيبيبيك - بيبيمي (الحلقة 1A)
- أسد مارس - ساكوتارو ياناغيهارا
- غولدن كاموي - توكوشيرو تسورومي
- ملائكة الموت - غراي
- هاي سكور غيرل - الراوي
- إعادة تجسيدي في هيئة هلام - هاكورو
- سيف قاتل الشياطين - ساكونجي أوروكوداكي
- كارول آند تيوزداي - هيفنر
- برج الحاكم - هيدون
- ريفيجنز - نيكولاس ساتو
- بي إن إيه - رئيس الوزراء شيراميزو

### أنمي الإنترنت
- ليفيوس - مالكوم إيدن

### أوفا أنمي
- لاست أوردر: فاينل فانتسي VII - تورك (فنون القتال)

### أفلام أنمي
- يو يو هاكوشو - كورونوي
- فيلم ناروتو شيبودن: الروابط - جيرايا
- فيلم ناروتو شيبودن: إرادة النار - جيرايا
- فيلم ناروتو شيبودن: البرج المفقود - جيرايا
- آيدولماستر موفي: إلى الجانب البرّاق - جونجيرو تاكاغي
- سفينة الفضاء ياماتو 2199 - شيرو سانادا
- سلسلة أفلام كيزومونوغاتاري
  - كيزومونوغاتاري الفصل الثاني: نيكّيتسو - غيوتين كاتر
- سلسلة أفلام بيرسيرك: العصر الذهبي
  - بيرسيرك: العصر الذهبي I بيضة الحاكم - لابان
  - بيرسيرك: العصر الذهبي II معركة دولدراي - لابان
- باتمان النينجا - ألفريد بينيوورث
- فيلم ملحمة تانيا الآثمة - هانس فون زيتور

## أدواره في ألعاب الفيديو
- سلسلة كينغدوم هارتس
  - كينغدوم هارتس II - زيغبار
  - كينغدوم هارتس 358/2 دايز - زيغبار
  - كينغدوم هارتس: بيرث باي سليب - برايغ
  - كينغدوم هارتس 3D: دريم دروب ديستانس - برايغ
- تيلز أوف سيمفونيا: دون أوف ذا نيو وورلد - تينيبري
- تيلز أوف إكسيليا - الملك ناكتيغال
- تيلز أوف إكسيليا 2 - الملك ناكتيغال
- جانجريف أوفردوز - روكيتبيلي ريدكاديلاك
- آيدولماستر 2 - جونجيرو تاكاغي
- جوجوز بيزار أدفنتشر: أول ستار باتل - هول هورس
- ناروتو شيبودن: ألتيميت نينجا ستورم ريفولوشن - جيرايا
- ناروتو شيبودن: ألتيميت نينجا ستورم 4 - جيرايا
- سنغوكو باسارا: قصة سانادا يوكيمورا - سانادا ماسايوكي
- مايتي نمبر.9 - كاونترشيد
- دراغون كويست X - ملك التنانين
- نيوه 2 - كاشين كوجي
- ديث ستراندنغ - هارتمان

## أدواره في الدبلجة اليابانية
- دراغون بول إيفولوشن - بيكولو دايماو
- سيارات 2 - جن مصوّر
- قراصنة الكاريبي: صندوق الرجل الميت - ديفي جونز
- قراصنة الكاريبي: في نهاية العالم - ديفي جونز
- فوق - أبجد
- الخلاص من شاوشانك - آندي دوفرين
- ثلاثية أفلام سيد الخواتم
  - سيد الخواتم: رفقة الخاتم - أراغورن
  - سيد الخواتم: البرجان - أراغورن
  - سيد الخواتم: عودة الملك - أراغورن
- كلاب وقطط - بروفسور برودي
- سو - لورنس غوردون
- بيرسي جاكسون والأوليمبونس: لص البرق - هادس
- ثور: راجناروك - غراندماستر

## وصلات خارجية
- هوتشو أوتسوكا على موقع IMDb (الإنجليزية)
- هوتشو أوتسوكا على موقع ميوزك برينز (الإنجليزية)
- هوتشو أوتسوكا على موقع قاعدة بيانات الفيلم (الإنجليزية)
- هوتشو أوتسوكا على موقع ANN person (الإنجليزية)

- صفحة IMDb